# Frank Teschemacher

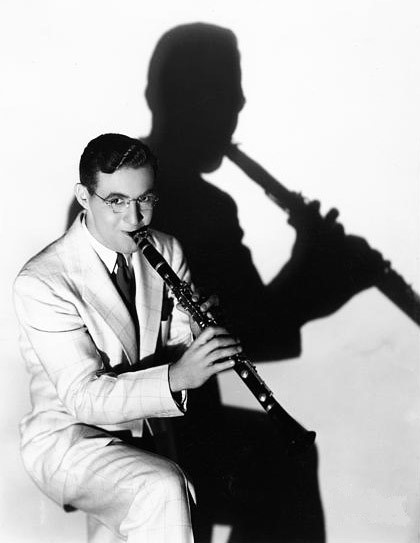
Frank Teschemacher, 1930

Frank Teschemacher, ps. „Tesch” (ur. 13 marca 1906 w Kansas City w stanie Missouri, zm. 1 marca 1932 w Chicago) – amerykański muzyk jazzowy, klarnecista, saksofonista i skrzypek. Przedstawiciel stylu chicagowskiego.

## Życiorys
Jego rodzicami byli Charles Martz i Charlotte z d. McCorkell. Był najmłodszy z trójki rodzeństwa. W 1912 ojciec, pracownik kolei, został przeniesiony służbowo do Chicago i zamieszkał z rodziną w zachodniej dzielnicy miasta – Austin.
Jako dziecko pochodzące z dobrej rodziny pobierał obowiązkowo lekcje gry na fortepianie. Wkrótce jednak zainteresowało go banjo, na którym sam uczył się grać. Rodzice, niechętni wyborowi instrumentu, przekonali go do bardziej stosownych skrzypiec. Miał wtedy dziesięć lat. Polubił skrzypce i szybko je opanował, jak również czytanie nut. Najbardziej interesowała go wtedy muzyka popularna.
Niedługo przed pójściem do szkoły średniej kolega pokazał mu saksofon altowy i nauczył podstaw gry. Wkrótce dokupił do posiadanych nowy instrument. W 1922, już w szkole założył razem z kolegami zespół The Austin High School Gang. Był drobnej budowy, nieśmiały, miał lekkiego zeza i nosił okulary. Niemniej, tak jak czterech pozostałych nastolatków: Jim Lanigan (fortepian, kontrabas, tuba), Jimmy McPartland (kornet), jego starszy brat, Richard (banjo i gitara) i Bud Freeman (saksofon tenorowy) był zafascynowany nową muzyką i znajdował się wówczas pod wpływem gry takich wykonawców, jak The Original Dixieland Jazz Band, The New Orleans Rhythm Kings oraz Joe „King” Oliver. Natomiast jego osobistym idolem był kornecista Bix Beiderbecke. Chłopcy często chodzili do uczęszczanego przez gangsterów klubu The Friar’s Inn, w którym  słuchali formacji The Original Dixieland Jazz Band. Niebawem do swojego zespołu przyjęli pianistę Dave’a Northa i perkusistę Dave’a Tougha. W latach 20. stali się pionierami stylu chicagowskiego, będącego szybszą wersją nowoorleańskiego dixielandu. Jako The Blue Friars zaczęli grywać do tańca na miejscowych imprezach oraz w lokalach poza miastem. Występowali także pod nazwami: The Blue Dragons i Husk O’Hare’s Wolverines, grając okazjonalnie w salach tanecznych i lokalnej rozgłośni radiowej. W tym czasie Freeman zapoznawał go z grą na klarnecie, który szybko opanował w sposób mistrzowski i uczynił swoim instrumentem głównym. 
Ku niezadowoleniu rodziców spędzał więcej czasu na graniu niż nauce i w rezultacie porzucił szkołę w ostatniej klasie. Dołączył do stale powiększającej się grupy młodych, białych, mieszkających w Chicago muzyków, wielbicieli jazzu. Owymi młodymi fanami byli m.in. Eddie Condon, Gene Krupa, Joe Sullivan, Muggsy Spanier, Benny Goodman i Floyd O’Brien. Wszyscy oni ze szczególną uwagą śledzili poczynania czarnych jazzmanów, a zwłaszcza ich styl i technikę gry. Muzykiem, na którym się wówczas wzorował był klarnecista Johnny Dodds. On sam zaś inspirował Benny'ego Goodmana i Pee Wee Russella.
W grudniu 1927 dokonał swoich pierwszych nagrań, grając w zespole w McKenzie–Condon Chicagoans. Podczas dwóch sesji w wytwórni OKeh zagrał w czterech utworach: Sugar, China Boy, Nobody’s Sweetheart i Liza. Ówcześni słuchacze  nierzadko wyrażali opinię, że jego nagrania nie były tak dobre, jak występy na żywo. W kwietniu 1928 nagrał już pod własnym szyldem – Frank Teschmacher’s Chicagoans – dwa utwory: Jazz Me Blues i Singing the Blues. Niestety właścicielka nagrań, wytwórnia Brunswick, nie zatwierdziła ich do produkcji i zniszczyła oryginały. Zachowała się jednak próbna płyta z kompozycją Jazz Me Blues, którą w 1939 wydała firma United Hot Clubs of America (UHCA), a po pewnym czasie także Decca Records. Rok 1928 spędził w Nowym Jorku, pracując m.in. z formacjami Bena Pollacka, Sama Lanina i Reda Nicholsa, a potem wrócił do Chicago.
W 1929 wraz z nadejściem wielkiego kryzysu gospodarczego zmienił emploi i powrócił do gry na skrzypcach jako członek orkiestry tanecznej o łagodnym brzmieniu, prowadzonej przez Jana Garbera. Pracował z różnymi zespołami w Nowym Jorku, na Środkowym Zachodzie oraz Florydzie w formacji Charliego Straighta. W 1930 już w Chicago dokonał nagrań z zespołem The Cellar Boys. Natomiast w 1931 występował w Wietrznym Mieście z orkiestrą Benny’ego Meroffa w Granada Ballroom. Grał w niej z kornecistą „Wild Billem” Davisonem, z którym się zaprzyjaźnił i postanowił założyć z nim big-band. W zimie, na przełomie lat 1931–1932 zaczęli przesłuchania kandydatów do orkiestry, która po debiucie zyskała dobre recenzje, ale otrzymywała tylko nieliczne oferty pracy dorywczej. Dopiero w marcu miała rozpocząć stały angaż w znanym lokalu – The Paradise Ballroom.
Niestety w nocy 1 marca 1932 – dwanaście dni przed swoimi 26. urodzinami – młody muzyk zginął w wypadku samochodowym. Był pasażerem kabrioletu Packard Phaeton, który prowadził Bill Davison. Podczas zakładania dachu w czasie jazdy w ich auto uderzyła na skrzyżowaniu nieoświetlona taksówka. Policja chicagowska po krótkim dochodzeniu nie obwiniła o wypadek żadnego z kierowców. Frank został pochowany na cmentarzu Woodlawn w Forest Park w stanie Illinois.

## Wybrana dyskografia
W ciągu kariery nagrał 36 utworów, z których 24 zostały wydane za jego życia.
- 1939 Frank Teschmaker’s Chicagoans/The Cellar Boys – Jazz Me Blues/Barrel House Stomp (UHCA) – singel
- 1941 Hot Jazz Classics – Frank Teschemacher (Columbia)
- 1953 Muggsy, Tesch and the Chicagoans (Riverside)
- 1968 Frank Teschemacher – The Chicagoans
- 1982 Giants of Jazz – Frank Teschemacher (Time Life Records) – 3 LP, kompilacja
- 2011 Frank Teschemacher – Jazz Me Blues (Retrospective Records) – CD, kompilacja

Zestawienie wg dat wydania płyt

## Film
Został pokazany w serialu dokumentalnym Jazz (2001) w reż. Kena Burnsa. Pojawił się w drugim odcinku, zatytułowanym The Gift, przy okazji prezentacji grupy The Austin High School Gang.